# Альваро Хіменес (футболіст, 1991)
Альваро Хіменес (ісп. Álvaro Giménez, нар. 19 травня 1991, Ельче) — іспанський футболіст, нападник клубу «Реал Сарагоса». Виступав за юнацьку збірну Іспанії.

## Клубна кар'єра
Народився 19 травня 1991 року в місті Ельче. Вихованець футбольної школи клубу «Ельче». Дорослу футбольну кар'єру розпочав 2007 року в основній команді того ж клубу, в якій провів два сезони, взявши участь у 7 матчах чемпіонату. 
Згодом з 2009 по 2011 рік грав у складі нижчолігових команд «Валенсія Месталья» та «Торрельяно», після чого протягом двох сезонів грав за вищолігову «Мальорка», де, утім, на поле виходив епізодично, після чого на тому ж рівні грав за рідний «Ельче».
Протягом 2016—2021 років захищав кольори «Алькоркона» і «Альмерії» в Сегунді, представника англійського Чемпіоншипа «Бірмінгем Сіті», «Кадіса» та «Мальорка». У складі «Альмерії» забив 20 голів у 39 іграх Сегунди 2018/19, ставши найкращим бомбардиром турніру.
У серпні 2021 року на умовах оренди з «Кадіса» на сезон 2021/22 приєднався до команди «Реал Сарагоса».

## Виступи за збірну
2008 року провів три гри у складі юнацької збірної Іспанії (U-17).

## Титули і досягнення
- Найкращий бомбардир Сегунди (1): 2018-2019 (20)